# Панорама (дем Драма)
Вижте пояснителната страница за други значения на Дряново.
Панорама (на гръцки: Πανόραμα) е село в Република Гърция, разположено на територията на дем Драма в област Източна Македония и Тракия.

## География
Село Панорама е разположено в Драмското поле, на 3 km североизточно от град Драма и на практика е негов квартал.

## История
Селото е основано в 80-те години на XX век на територията на община Равика.
| Година    | 1913 | 1920 | 1928 | 1940 | 1951 | 1961 | 1971 | 1981 | 1991 | 2001 | 2011 | 2021 |
| --------- | ---- | ---- | ---- | ---- | ---- | ---- | ---- | ---- | ---- | ---- | ---- | ---- |
| Население |      |      |      |      |      |      |      |      | 56   | 66   | 318  | 426  |